# Phragmotelium formosanum
Phragmotelium formosanum är en svampart som först beskrevs av Hirats., och fick sitt nu gällande namn av Thirum. 1942. Phragmotelium formosanum ingår i släktet Phragmotelium, ordningen Pucciniales, klassen Pucciniomycetes, divisionen basidiesvampar och riket svampar.   Inga underarter finns listade i Catalogue of Life.